# Eremaea dendroidea
Eremaea dendroidea är en myrtenväxtart som beskrevs av Hnatiuk. Eremaea dendroidea ingår i släktet Eremaea och familjen myrtenväxter. Inga underarter finns listade i Catalogue of Life.